# Sauvagesia aliciae
Sauvagesia aliciae är en tvåhjärtbladig växtart. Sauvagesia aliciae ingår i släktet Sauvagesia och familjen Ochnaceae.

## Underarter
Arten delas in i följande underarter:
- S. a. aliciae
- S. a. aratayensis